# 小弓公方

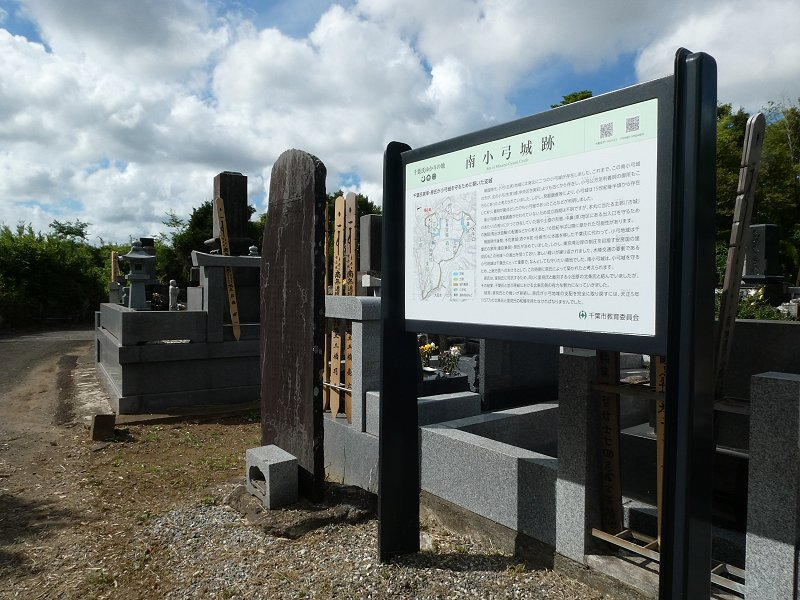
小弓城跡

小弓公方（おゆみくぼう）は関東における足利氏基氏流の公方家のひとつ。古河公方の分家筋にあたる足利義明が一代で急成長して本家と関東の覇権を争うまでになったもので、義明が下総国千葉郡小弓城（現在の千葉市中央区生実と同緑区おゆみ野の一帯）を本拠地にしていたことがその名の由来である。義明・頼純の2代にわたって受け継がれ、後の喜連川藩の元となった。

## 足利義明の登場
古河公方家の祖である鎌倉公方家は、足利尊氏の子の足利基氏以来代々関東を支配していたが、次第に京都の本家（足利義詮系統の足利将軍家）と将軍位などをめぐって対立する姿勢を見せ始め、遂に第4代公方・足利持氏の時代には第6代将軍・足利義教と武力衝突（永享の乱）するまでに至り、これに敗れた持氏は自害を余儀なくされ、鎌倉公方家は一時滅亡した。持氏の遺児の多くも結城合戦などで義教に殺されたが、義教が嘉吉の乱で死去すると鎌倉公方再興の気運が高まり、持氏の遺児である足利成氏が鎌倉公方として復帰する。
成長した成氏は、幕府や関東管領上杉氏と対立して（享徳の乱）鎌倉を追われたが、1455年には下総国古河城を本拠として独立した勢力を保ち、以後古河公方と呼ばれる。成氏の死後、古河公方家では内紛が頻発したが、その内紛のひとつに、第2代公方であった足利政氏と、第3代公方であった足利高基父子による対立があった（永正の乱）。
高基には、僧侶となっていた空然（こうねん）という弟がいた。そして上総国に、甲斐武田氏の分家である真里谷武田氏がいた。この真里谷氏は武田信満の次男・武田信長が古河公方であった足利成氏の家臣となって、その命令を受けて上総に攻め込み、同地で関東管領である上杉氏の所領を横領するなどして戦国大名化した一族である。そして、この真里谷氏の第5代当主・真里谷信清（恕鑑）には、関東制圧という野望があったが、近隣には古河公方と親密な結城氏、千葉氏の勢力が存在し、真里谷氏はその下風に立たざるを得なくなっていた。そこで信清は空然に目をつける。信清は永正年間の初め頃に空然を還俗させて足利義明と名乗らせ、下総小弓城に迎えて小弓公方として擁立し、信清自身は義明を傀儡として実権を掌握すると共に、義明が足利氏の一族であるという大義名分のもとに勢力を関東一帯に拡大していったのである（義明の小弓入城の年次については永正14年説・15年説と大永2年説がある）。真里谷氏は信清の時代に全盛期を迎え、小弓公方は一見、真里谷氏の傀儡政権のような状況になった。しかし、義明は傀儡の立場で黙っているような人物ではなかった。また、安房の里見氏や千葉一族である下総の臼井氏、更に常陸国の小田氏が義明の権威を利用しようと接近して軍事力を提供し、反対に真里谷氏の同族である庁南武田氏は真里谷氏の拡大を警戒して古河公方と接近していった。義明が持つ「貴種性」が真里谷氏の思惑を越えて広がり、義明自身も里見義通に対する書状で、本佐倉城（千葉氏の本拠）・関宿城（古河公方最大の支城）への野心を示すに至った。

## 小弓公方の全盛期と滅亡
このような状況で姿を現したのは、伊豆・相模両国を制圧した後北条氏の存在であった。後に小弓公方と対決をすることになった後北条氏であったが、当初は真里谷氏・小弓公方が後北条氏との連携を模索する動きもあり、必ずしも敵対していなかった。その関係が変わるのは、大永4年（1524年）に後北条氏が江戸城を占領して東京湾（内海・江戸湾）西部沿岸を完全に制圧したことにあった。内陸部に拠点を持つ古河公方と違い、東京湾東部沿岸を支配する小弓公方・真里谷氏・里見氏にとって同湾の制海権を掌握しかねない後北条氏の軍事力に対する警戒感が一気に高まり、彼らは後北条氏との対立を決意する。反対に義明排除を図る古河公方と東京湾の海上支配の確立を図る後北条氏の利害が一致することになり、両者が盟約を結ぶきっかけとなった。
天文2年（1533年）、里見氏の内部で発生した天文の内訌では義明は真里谷信清に命じて小弓派であった里見義豊の支援に当たらせた。だが、義豊は里見義堯に討たれて滅亡してしまう。そしてこれがきっかけに義明と信清が対立し、その対立に勝利した義明は信清を出家させた上で強制的に隠居させた。天文3年（1534年）に信清は死去する。やがて、真里谷氏内部で真里谷信隆と真里谷信応兄弟による家督争いが起こると、義明は里見義堯を自派に引き入れて信応を支持して信隆を追放するなど、巧みに真里谷氏の争いに介入する。こうして、義明は傀儡の立場から脱却し、正式な小弓公方として台頭する。そして同族である古河公方家や後北条氏と対立し、小弓公方家による南関東諸大名の統合を名分として急速に勢力を拡大してゆくこととなった。
しかし、このような小弓公方家の急速な勢力拡大は後北条氏や古河公方家に危機感を抱かせ、両者に同盟を結ばせるに至った。義明は古河公方と後北条氏が結びつくのを食い止めるため、天文7年（1538年）に真里谷信応や里見義堯ら房総の諸大名による軍勢を率いて北条氏綱・足利晴氏連合軍との決戦を決意する。いわゆる第一次国府台合戦である。義明は武勇に優れ、自ら陣頭で指揮するなど奮戦し、一時は北条・足利軍を大いに押したが、里見軍は義堯がもともとこの戦いに消極的であったためにあまり協力的ではなく、また真里谷氏内部にも家督争いに介入した義明に対して不快感を抱いていた者もいたため、義明ら房総軍の士気はあまり高くなかった。そのため、義明らの軍勢はやがて北条軍の反撃を受けて壊滅し、義明自身も討ち死にした。義明の戦死後、小弓城は北条氏の支援を受けた千葉氏が奪還したために義明の遺族は里見氏を頼って安房に逃れ、小弓公方は事実上滅亡した。

## その後
小弓公方の滅亡により、北条氏の南関東における覇権確立の基礎が固められた。また、義明の死去により真里谷氏では再び、信応と信隆による家督争いが起こって家運は急速に衰退し、やがて里見氏に攻められて、北条氏康の家臣として仕えることとなった。
義明の一族のうち、義明の長女・青岳尼は初め鎌倉の太平寺に尼僧として預けられていたが、里見義堯の嫡男義弘の懇願によりその正室となった。これによって義明の旧臣もその多くが里見氏に仕える事となった。
義明の嫡男・義純は、第一次国府台合戦で父と共に戦死した。一方、満6歳だった次男の頼純（頼淳）は第一次国府台合戦に出陣せずに生き残り、里見氏の庇護を受けて成長した。その後、しばらくは諸国を流浪したが、織田信長から関東統治を命じられた滝川一益が頼純と連絡を取った形跡があり、織田政権が古河公方を廃して小弓公方を取り立てようとしたとする説がある。その後、頼純の娘が天下人である豊臣秀吉の側室となったことで、豊臣政権との繋がりが出来た。天正18年（1590年）に小田原征伐が始まると、頼純は里見氏の支援を受けて千葉氏を破って小弓城を取り戻し、数か月間ながら小弓公方を復活させた（豊臣氏家臣山中長俊から増田長盛にあてた関東処分に関する報告書においても頼純が小弓に滞在している事を示唆している）。北条氏の滅亡後、頼純の長男国朝も秀吉の計らいにより足利氏姫（最後の古河公方である足利義氏の娘）と結婚を許されて、義明の系統は喜連川氏として存続することになった。
江戸時代においても、かつて将軍家であった足利氏の伝統を重んじた徳川家康は、石高4500石の喜連川頼氏に10万石の家格を与え、喜連川藩として存続させた。実際は1万石にも満たないが、特別に認められた異例の藩となった。

## 歴代公方
1. 足利義明　1517年? - 1538年
2. 足利頼純　1590年?